# Андреа Дориа (лайнер)
«Андреа Дориа» (итал. Andrea Doria) — итальянский трансатлантический лайнер, построенный на верфях «Gio. Ansaldo & C.» в Генуе в 1950 году. Флагман судоходной компании «Italian Line». 26 июля 1956 года затонул после столкновения с лайнером «Стокгольм» у побережья США. Спасение его пассажиров стало самой успешной спасательной операцией в истории мореходства.

## История создания
После Второй мировой войны Италия, выступавшая на стороне нацистской Германии, потеряла практически весь свой коммерческий флот — «лентоносец» «Рекс» (побивший рекорд немецкого лайнера «Бремен») был уничтожен британскими бомбардировщиками у побережья Триеста в 1944 году, а «Конте ди Савойя» (немного усовершенствованная «сестра» «Рекса») сгорела в порту Маламокко после нападения бомбардировщиков противника[уточнить].
Итальянской судоходной компании «Italian Line» надо было воссоздавать свой флот с пустого места. В итоге было решено построить два небольших лайнера: их скорость и размеры планировались меньше, чем у довоенных лайнеров, но они должны были стать не менее комфортабельными и престижными.
Контракт на строительство двух новых лайнеров достался верфи «Gio. Ansaldo & C.» в Генуе — той же верфи, которая построила «Рекс» и «Конте ди Савойю».

## Строительство, спуск на воду, эксплуатация

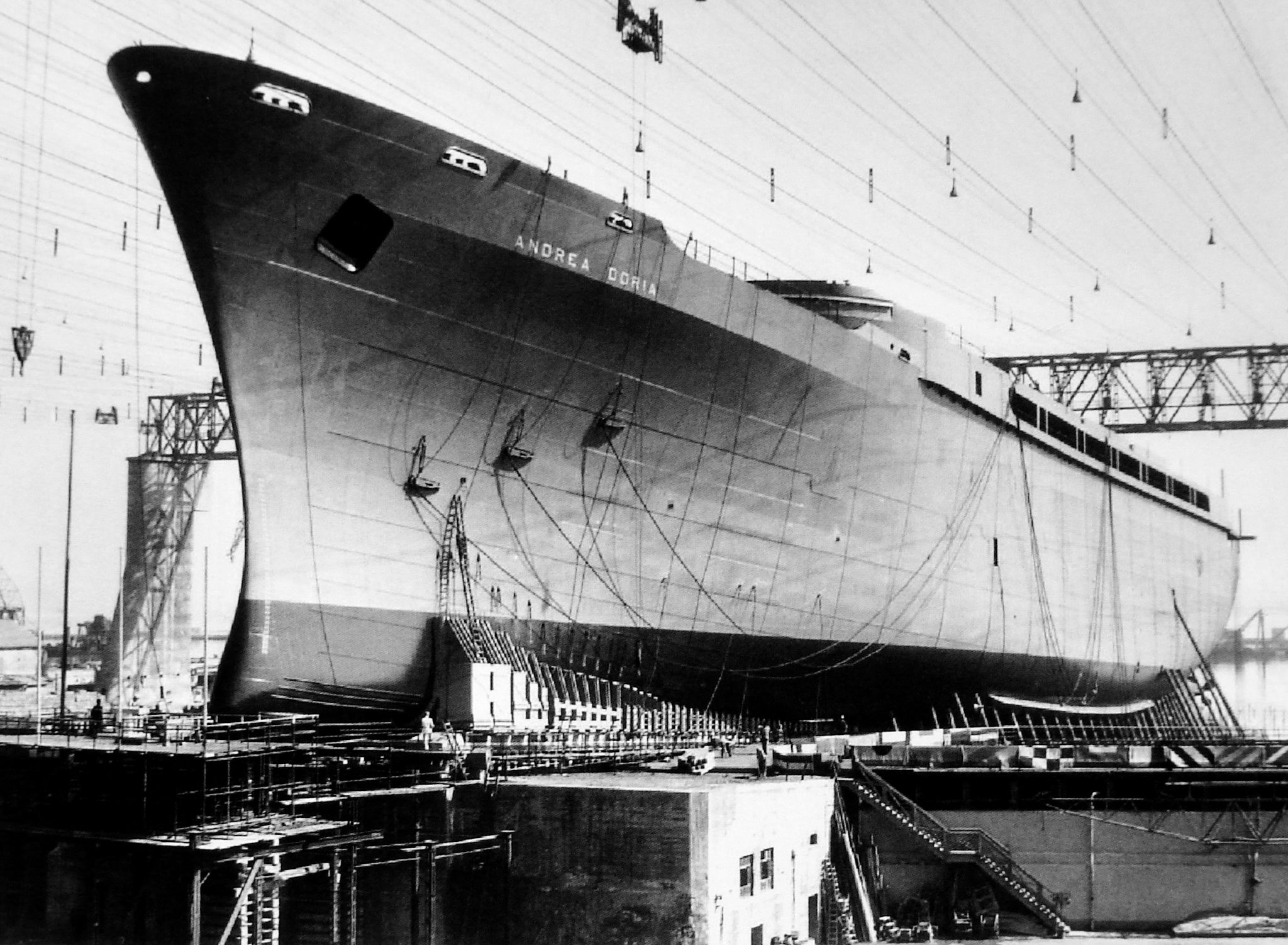
«Андреа Дориа» перед спуском на воду

Два новых лайнера должны были быть не очень быстрыми и не очень большими, но их интерьеры и уровень комфорта должны были быть на высшем уровне. В длину новые суда были 213 метров, в ширину 27,5 метров, а максимальная скорость — 23 узла. Первый лайнер был назван в честь генуэзского адмирала Андреа Дориа, а второй в честь открывателя Америки Христофора Колумба.
Киль «Андреа Дориа» был заложен 9 февраля 1950 года, а 16 июня 1951 года он был спущен на воду. Лайнер был окрещён Джузеппиной Сарагат, женой бывшего министра коммерческого мореходства Джузеппе Сарагата. Во время ходовых испытаний были выявлены некоторые технические неполадки и первый рейс был перенесен с 14 декабря 1952 года на 14 января 1953 года.
14 января 1953 года «Андреа Дориа» отошёл от причала в Генуе и отправился в Нью-Йорк. На подходе к Нью-Йорку начался шторм и судно пришло в порт с небольшим опозданием, но тем не менее 23 января лайнер был торжественно встречен в США. «Андреа Дориа» стал самым популярным итальянским лайнером, поэтому в каждом рейсе он был почти полностью загружен пассажирами.

## Внешний вид
«Андреа Дориа» не был похож ни на какой другой лайнер. На его корпусе находились сужающиеся к верху надстройки. Он имел 11 палуб, на самой верхней палубе была одна, слегка скошенная вперёд, белая дымовая труба с зелёной полосой и красной верхушкой. Труба такой формы придавала лайнеру более элегантный вид, а скошенный и изогнутый вовнутрь форштевень и обтекаемая корма создавали вид дорогой яхты.
Лайнер был оснащён 16 спасательными шлюпками, которые можно было спустить даже при крене в 20°. Его корпус был разделён на 11 водонепроницаемых отсеков, причём если бы любые 2 из них были затоплены, лайнер бы остался на плаву.

## Катастрофа
25 июля 1956 года в 45 морских милях к югу от острова Нантакет «Андреа Дориа», следовавший из Генуи в Нью-Йорк и шедший в полосе тумана, не смог разойтись со шведским трансатлантическим лайнером «Стокгольм», следовавшим из Нью-Йорка в Гётеборг. В результате столкновения «Андреа Дориа» затонул, 49 человек на обоих судах погибли. По соглашению между компаниями-владельцами установление виновного в суде было отменено, каждая сторона приняла на себя понесённые убытки и возмещение ущерба пострадавшим.

## Интересные факты
- «Андреа Дориа» послужил прототипом лайнера на съёмках американского фильма ужасов «Корабль-призрак», под именем «Antonia Graza», хотя его реальные размеры были намеренно преувеличены.
- В 1957 году американский фотожурналист Гэрри Трэск[англ.] (англ. Harry Trask), снявший лайнер с самолёта за 9 минут до его погружения под воду, получил за серию своих аэрофотоснимков Пулитцеровскую премию «За выдающуюся фотографию».
- Во время крушения на борту лайнера находился американский концепт-кар Chrysler Norseman[5].